# Daniel Webber

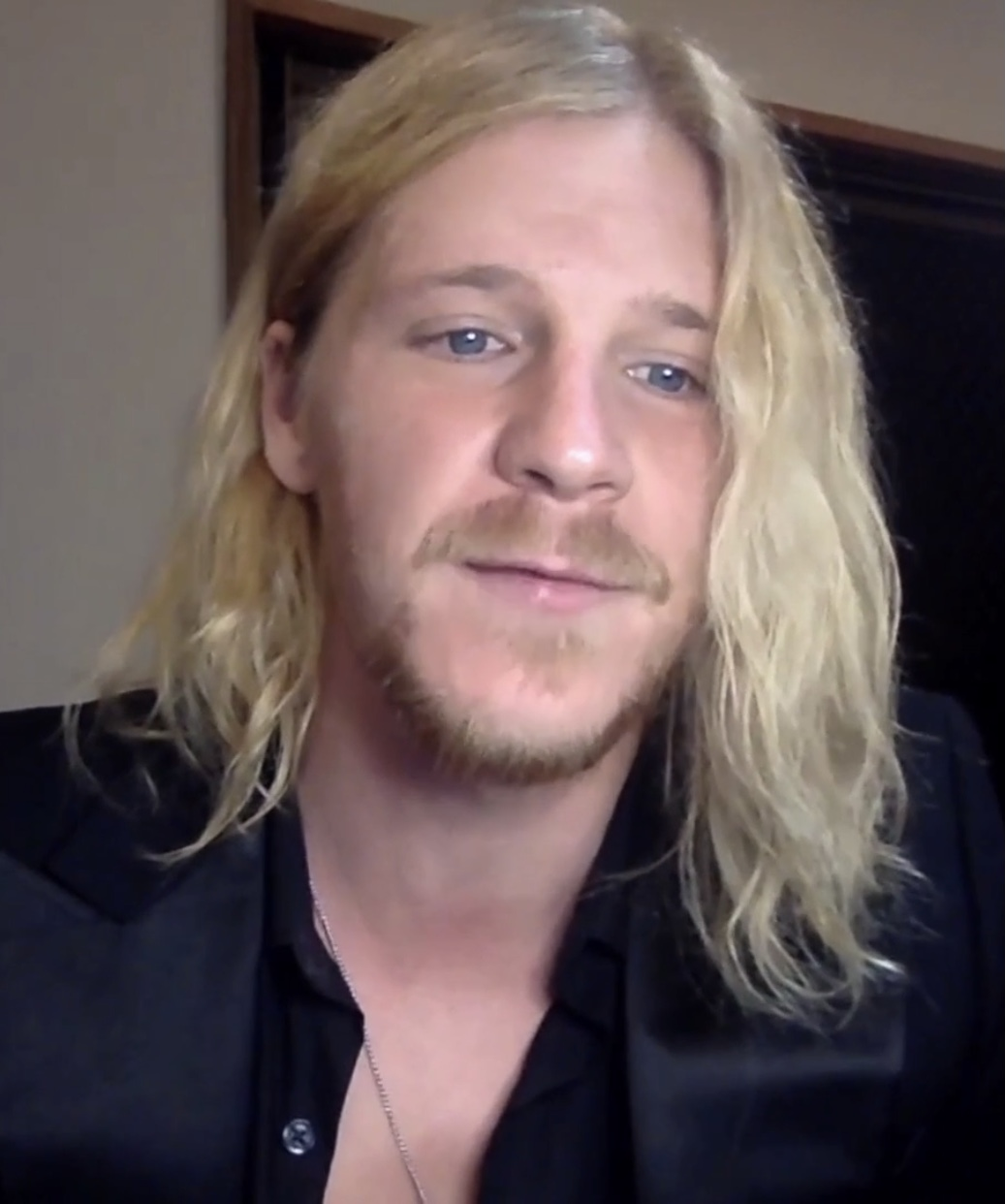
Daniel Webber, 2022

Daniel Peter Webber (* 28. Juni 1988 in Gosford, New South Wales) ist ein australischer Schauspieler, der international erstmals durch seine Rolle als Darius in der britisch-australischen-Sci-Fi-Serie K-9 Bekanntheit erlangte. Nach Einsätzen in diversen anderen Produktionen und einer Rolle in der australischen Seifenoper Home and Away wurde er für die Rolle des Lee Harvey Oswald in die US-Serie 11.22.63 – Der Anschlag gecastet.

## Leben und Karriere
Daniel Webber wurde am 28. Juni 1988 in der australischen Küstenstadt Gosford im Bundesstaat New South Wales als Sohn von Peter und Vick Webber geboren. Sein Vater betreibt dort seit über 20 Jahren eine Baumentfernungsfirma. In Gosford wuchs er unter anderem an der Seite seiner älteren Schwester Kylie und seiner jüngeren Schwester Sarah auf. Bereits in jungen Jahren wurde er als Trampolinturner ausgebildet und absolvierte Wettkämpfe in Australien, Neuseeland, Kanada oder im Mittleren Osten. Erste Bekanntheit erlangte er, als er in David Fields Regiedebüt The Combination in der Rolle des Jason mitwirkte. Dies brachte ihm unter anderem einen eigenen Agenten ein, der ihn unter anderem zu einem Serienauftritt in All Saints brachte. In weiterer Folge wurde er 2009 im Kurzfilm Multiple Choice, jedoch auch für eine der Hauptrollen in der kurzlebigen britisch-australischen-Sci-Fi-Serie K-9 gecastet. Als Darius wirkte er in allen von 2009 bis 2010 ausgestrahlten 26 Episoden mit. Im Anschluss folgten diversere kleinere Engagements, so unter anderem in Julia Leighs Sleeping Beauty aus dem Jahr 2011 oder in diversen Kurzfilmen wie Spine oder Reason to Smile im Jahre 2012. Weiters übernahm er 2012 eine Rolle in Adam Loughlins Drama The Girl Who Lived, sowie eine wiederkehrende Rolle in beiden Teilen der zweiteiligen Miniserie Devil’s Dust über das Leben und Wirken von Bernie Banton (gespielt von Anthony Hayes).
Ab 2013 war Webber wieder in diversen Hauptrollen zu sehen, so unter anderem in Rhys Grahams Galore und in Dale Sadlers Deceit. Nachdem er in den Kurzfilmen Eric (2014) und Skin (2015) mitgewirkt hatte, sah man ihn in neun Episoden der australischen Seifenoper Home and Away als Ryan Kelly. Hier bei erstmals am 17. Februar 2015 und letztmals am 24. März 2015; dabei agierte er unter anderem an der Seite von Nicholas Westaway, mit dem er sich privat eine Wohnung teilt, und der in der Serie als Kyle Braxton zu sehen ist. Ebenfalls in diesem Jahr wurde Webber in die Hulu-Serie 11.22.63 – Der Anschlag gecastet, wo er fortan ab 2016 in der Rolle des Lee Harvey Oswald, des mutmaßlichen Mörders des US-Präsidenten John F. Kennedy, zu sehen war. Dabei kam Daniel Webber in sieben der insgesamt acht Episoden zum Einsatz; in der deutschsprachigen Synchronfassung der Serie übernahm Ricardo Richter seine Stimme. Noch weitere Produktionen, an denen Webber mitwirkte, wurden bereits fertiggestellt, jedoch noch nicht veröffentlicht. So unter anderem die Filme Teenage Kicks und All Night Gaming, sowie der Kurzfilm Summer Nights vom französischstämmigen und in Sydney lebenden Grégoire Lière. In The Dirt – Sie wollten Sex, Drugs & Rock’n’Roll, der Netflix-Verfilmung der gleichnamigen Bandbiografie über Mötley Crüe, verkörperte er 2019 Vince Neil.

## Filmografie
Filme
- 2009: The Combination
- 2009: Multiple Choice (Kurzfilm)
- 2011: Sleeping Beauty
- 2012: The Girl Who Lived
- 2012: Spine (Kurzfilm)
- 2012: Reason to Smile (Kurzfilm)
- 2013: Galore
- 2013: Deceit
- 2014: Eric (Kurzfilm)
- 2015: Skin (Kurzfilm)
- 2016: Teenage Kicks
- 2019: The Dirt – Sie wollten Sex, Drugs & Rock’n’Roll (The Dirt)
- 2019: Danger Close – Die Schlacht von Long Tan (Danger Close: The Battle of Long Tan)
- 2020: Escape from Pretoria
- 2022: Seriously Red
- 2024: Furiosa: A Mad Max Saga

Serien
- 2008: All Saints (1 Episode)
- 2009–2010: K-9
- 2012: Devil’s Dust (zweiteilige Miniserie)
- 2015: Home and Away (9 Episoden)
- 2016: 11.22.63 – Der Anschlag (11.22.63) (7 Episoden)
- 2017: Marvel’s The Punisher
- seit 2022: Billy the Kid